# Empatogeny
Empatogeny i entaktogeny to nazwy tej samej grupy substancji psychoaktywnych powodujących charakterystyczne dla MDMA efekty emocjonalno-społeczne. Inne substancje zaliczane do tej grupy to MDA, MDEA, MBDB, BDB, AET i 5-MeO-DALT. Czasami słowo empatogeny używane jest do określania grupy pochodnych fenyloetyloaminy "MDxx", jednak MDPV jest tylko stymulantem. Empatogeny często mylone są z psychodelikami i stymulantami. 
Termin empatogeny został wymyślony w 1983 przez Ralpha Metznera jako określenie grupy substancji psychoaktywnych indukujących uczucie empatii. 
Spektrum działania empatogenów znacznie różni się od psychodelików jak LSD czy psylocybiny i stymulantów, np. amfetaminy czy metamfetaminy. Zgodnie z relacjami użytkowników empatogenów powodują one otwartość emocjonalną oraz uczucie empatii i miłości. 
MDMA jako reprezentatywny empatogen wydaje się mieć bardzo podobne farmakologiczne działanie do metamfetaminy. Obie te substancje powodują zwiększone wydzielanie serotoniny, dopaminy i noradrenaliny w mózgu. Jednak MDMA w znacznie większym stopniu wpływa na gospodarkę serotoninową, co może być przyczyną różnic w działaniu tych substancji. Zauważono też, że połączenie IAP, substancji, która wpływa tylko na poziom serotoniny, z amfetaminą, wpływającą głównie na poziom noradrenaliny, daje efekt bardzo podobny do MDA.